# Трёстль, Маргарете
Маргарете Вальбурга Трёстль (нем. Margarete Tröstl, урождённая Эккер; 26 февраля 1911, Гмюнд, Австро-Венгрия — 17 января 2025) — австрийская супердолгожительница, возраст которой был подтверждён Группой LongeviQuest (LQ) и Группой геронтологических исследований (GRG). Она являлась 14-м старейшим живущим человеком в мире, 6-м старейшим живущим человеком в Европе и старейшим живущим верифицированным жителем Австрии. Её возраст составлял 113 лет 364 дня.

## Биография
Маргарете Трёстль родилась в Гмюнде, младшая из пяти детей. После окончания школы несколько лет работала ассистентом в туристической фирме. Позже она много лет работала служащей на одном из заводов группы компаний «Хенкель». Трёстль была замужем за плотником, от брака с которым у неё есть сын. В течение нескольких десятилетий жила со своей семьей в Вене. Выйдя на пенсию, в начале 1970-х годов она переехала на родину. Выйдя на пенсию, Трёстль неоднократно путешествовала за границей.
Её отец умер в возрасте 104 лет. До глубокой старости Трёстль продолжала вести хозяйство в основном самостоятельно. В 2014 году, в возрасте 103 лет, она переехала в дом престарелых в Шремсе, Нижняя Австрия, где и жила до смерти.
Возраст Трёстль был проверен Стефаном Джамином, Томасом Брейнингом, Оливером Тримом и Вацлавом Яном Крочеком и подтверждён GRG 30 ноября 2023 года.
Маргарете Трёстль скончалась 17 января 2025 года в возрасте 113 лет и 326 дней.

## Рекорды долголетия
- 26 февраля 2021 года Трёстль исполнилось 110 лет, и она стала супердолгожителем.
- 11 ноября 2022 года стала старейшим живущим верифицированным жителем Австрии[1] после смерти Луизы Помпе.